# 小原涼
小原 涼（おばら りょう、女性、年齢非公開、5月17日 – ）は日本の歌手。福島県出身。血液型はAB型。

## 概要
歌手活動開始から3か月後に開催されたツーマンライブにて100人を動員し、同会場にてオリジナルソングの制作と初のワンマンライブの開催が発表された。その後、路上ライブ活動を続けたものの、2017年3月に喉の治療により1週間の歌唱行為禁止となった。その間、歌唱以外の活動としてSHOWROOMのイベントに参加し、FMラジオ番組のメインパーソナリティーとなる。
2020年3月、約3年間所属していた事務所を退社、フリーに転向した。
2020年5月17日、フリー転向後に初の新曲「Goodday!!」を発表し、24日から配信を開始した。
2021年2月3日、クラブハウスを始める。
2023年1月7日、通算10回目となるワンマンライブ【PUZZLE】を渋谷clubasiaにて開催。
【PUZZLE】開催に向けて
2022年8月6日より全国５都市を回るワンマンツアー【pieces…】を仙台よりスタート。
2023年1月7日のワンマンライブ【PUZZLE】にて、フリー後初のFirst Album発売決定。
ワンマンツアーにて各地で発表された新曲を中心に８曲収録
アルバムタイトルは、ツアータイトルと同じ【PUZZLE】。
2023年5月3日より、誕生月イベント"MAYfestival(迷フェス)2023"開始
初日は、赤羽ReNYαにて“BIRTHDAYONE-MAN“ライブを行うも、ライブ当日に扁桃腺炎により声が出なくなるも、微かに出る声と会場のファンによるサポートにて無事終了。
5月28日の迷フェス閉会式にて、12月に“迷フェス2023winter“として、リベンジ発表。
7月1日に赤坂で行われた「ビバ！バビデブー」レコ発ライブにて
ワンマンリベンジライブ、「BEYOND THE 0503」を同会場の赤羽ReNYαにて2024年1月3日に行う事を発表。
2024年1月3日に行われたワンマンライブにて発表されたフリーとなって20曲目『ぐるぐるビクトリー』のデジタルリリースを記念して、リリース当日の6月20日から吉祥寺 SHUFFLEを皮切りに9月23日の青山RiZMまでリリースツアー『ぐるぐるジャーニー』を開催。

## 作品

### 楽曲
- ガラクタヒロイン[† 2]
- Love you,love me do
- Sunshine Girl
- Dream of you
- さらり[† 3]
- ウィザスマイル:-)
- sweet rain
- Blazing Fire
- エスケイプ
- JOY RIDE

フリー転向後
シングル
- Goodday!!（2020年5月17日発表）
- Sunny ship（Re:shine c/w）
- オンリーワンダーランド（2021年10月2日発売）
- キミ色「happy☆peace」（1stアルバム【PUZZLE】収録）
- ココじゃない透明（全力！ジェリーフィッシュ c/w）
- リングリングソング（オンリーワンダーランド c/w）
- One Punch Punish!（POPSTEP脱兎 c/w）
- POP STEP 脱兎！（2021年9月4日発売）
- Re:shine～ただいま～（2021年6月12日発売）
- 全力！ジェリーフィッシュ（2021年8月14日発売）
- サークルゲーム（2021年12月4日初披露）
- Step Step Step（2022年5月31日リアレンジ初披露）（ビバ！バビデブー c/w）
- フォレストアドベンチャー（2022年8月6日仙台ワンマンツアー初披露）
- DAKEDO（2022年9月4日札幌ワンマンツアー初披露）
- ウォーターベル（2022年10月15日名古屋ワンマンツアー初披露）
- テンションノート（2022年11月13日福岡ワンマンツアー初披露）
- RAKUYOU SPLASH（2022年12月10日大阪ワンマンツアー初披露）
- ビバ！バビデブー

（2023年5月3日赤羽ワンマンツアー初披露）
（2023年7月1日赤坂naveyfloorレコ発）
（2024年5月31日サブスク配信開始）
- ぐるぐるビクトリー

（2024年1月3日赤羽ワンマンライブ初披露）
（2024年6月20日サブスク配信開始）
- スーパーヒーロー

（2024年9月23日青山RizMツアーファイナル初披露）
（2024年10月5日MAG’s PARKレコ発）
- Flower

（2025年5月17日浅草花劇場COSMO D'LIVE初披露）
(2025年8月10日デジタルリリース)
- シアワセノリユウ

（2025年8月10日navey floor AKASAKA初披露）
(2025年10月4日リリース予定)
アルバム
・PUZZLE（2023年1月7日渋谷ワンマンツアー初披露）
（2023年1月7日発売）
・MOON LIGHT(2025年2月16日発売)

### 映像作品
- Re:shine〜ただいま〜

2021年6月12日：川崎Serbian Night
（2021年8月14日発売）
- Peace Island

2021年12月4日：青山RiZM
（2022年1月29日発売)
- MAY festival 小原涼生誕ワンマン

2022年5月15日：下北沢ReG
（2022年6月1日発売)
- Puzzle

2023年1月7日：渋谷clubasia
（2023年3月7日発売）
- BIRTHDAY ONE-MAN

2023年5月3日：赤羽ReNYα
（2023年6月16日発売)
- BEYOND THE 0503
2024年1月3日：赤羽 ReNYα
(2024年3月30日発売)
- LIVERANGER
- 2024年12月7日：青山RizM
- (2025年2月16日発売)
- PINKMOON
- 2025年2月16日：六本木unravel tokyo
- (2025年3月24日発売)

## 出演

### テレビ
- この指と〜まれ!（2017年6月9日、フジテレビ）[8]

### ラジオ
- レインボータウンFM『Girl's Music Paradise（ガルパラ）』（2017年4月7日 - 同年6月2日、第一金曜日、レインボータウンエフエム放送）[要出典]
- レインボータウンFM『adding channel おとねっと』（2017年7月6日 - 同年9月28日、第一木曜日、レインボータウンエフエム放送）[要出典]